# Cimetière militaire russe de Saint-Hilaire-le-Grand
Pour un article plus général, voir Sites funéraires et mémoriels de la Première Guerre mondiale (Front Ouest).
Le cimetière militaire russe de Saint-Hilaire-le-Grand est un cimetière militaire de la Première Guerre mondiale, situé à Saint-Hilaire-le-Grand dans le département de la Marne, à une trentaine de kilomètres au nord de Châlons-en-Champagne.

## Historique
Pendant la Première Guerre mondiale, l'Empire russe envoya contre matériels et équipements militaires, deux brigades combattre sur le front français.
En avril 1916, les soldats russes arrivèrent dans la Marne, dans les secteurs de Suippes et d'Aubérive.
Après la révolution bolchevique d'octobre 1917 et la signature du traité de paix de Brest-Litovsk en mars 1918, entre la Russie et l'Allemagne, le gouvernement français contraignit les soldats russes au choix suivant : soit s'engager dans l'armée française, soit devenir travailleurs militaires en France, soit être détenus dans un camp. 400 officiers tsaristes et soldats russes ont décidé de continuer le combat jusqu'au 11 novembre 1918, 
au sein d'une Légion russe de volontaires.
Cimetière provisoire créé en 1916 sous le nom de cimetière l'Espérance du nom de la Ferme de l'Espérance toute proche. L'État français acquit le terrain en 1925 et le cimetière définitif fut aménagé de 1925 à 1935 à proximité d'un petit monument orthodoxe érigé en 1917 par les soldats du 2e régiment spécial russe.
Durant l'entre-deux-guerres, ont été regroupés dans cette nécropole, les corps de soldats russes inhumés dans différents cimetières militaires provisoires du département de la Marne et les corps de soldats russes exhumés du carré militaire du cimetière communal de Langres.
En 1924, un monument sur lequel était sculptée une croix orthodoxe fut érigé au centre du cimetière à l'initiative de l'Association des officiers russes anciens combattants sur le front français.
Après la Seconde Guerre mondiale, 36 combattants soviétiques, morts en France entre 1942 et 1944, furent inhumés à Saint-Hilaire-le-Grand. Ils ont été transférés depuis au cimetière militaire soviétique de Noyers-Saint-Martin dans l'Oise. Les corps de soldats russes de la Première Guerre mondiale inhumés dans le carré militaire du cimetière Boutet de Charleville-Mézières ont été à leur tour transférés dans ce cimetière.
En 1998, le cimetière a été entièrement rénové, le monument jugé vétuste a été démoli. Une plaque commémorative métallique a été apposée au sol, à l'emplacement du monument.

## Caractéristiques
Le cimetière russe de Saint Hilaire-le-Grand, d'une superficie de 3 412 m2, est une nécropole nationale dont l'entretien est aujourd'hui assuré par le ministère français de la Défense.
916 soldats russes y sont inhumés, 915 de la Première Guerre mondiale et un de la Seconde. 489 soldats ont été inhumés dans des tombes individuelles et 426 dans deux ossuaires.

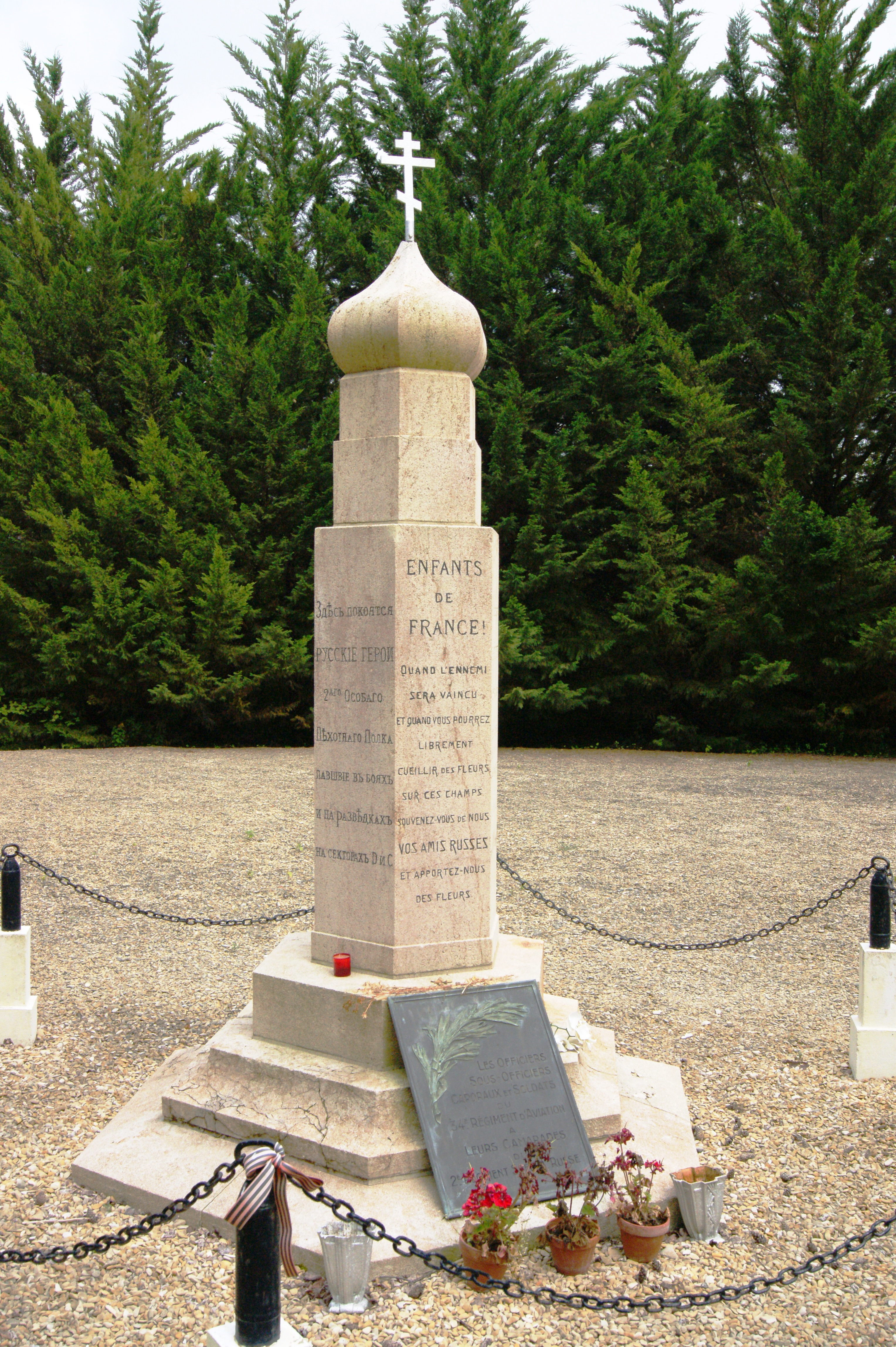
Monument orthodoxe aux soldats du 2e régiment spécial

En 2010-2011, fut reconstruit un monument semblable à celui érigé en 1924. Au pied du monument a été scellée la plaque commémorative métallique de 1998. Sur les quatre faces sont gravées des croix orthodoxes, trois d'entre elles portent des inscriptions en français et en vieux russe.

## Le monument orthodoxe à la mémoire des soldats du2erégimentspécial
En face de la nécropole, de l'autre côté de la route, a été érigé en 1917, à la mémoire des soldats du 2e régiment spécial russe tués au combat, un petit monument orthodoxe, en bordure de l'actuel camp de Mourmelon.

## L'église-mémorial
En 1936-1937, une chapelle orthodoxe, édifiée sur un terrain jouxtant la nécropole, à l'initiative de l'Association des officiers russes anciens combattants sur le front français.
La construction de l'église-mémorial a été confiée à Albert Alexandrovitch Benois, architecte et peintre d'origine française né à Saint-Pétersbourg.
Elle est dédiée à la mémoire des 4 000 soldats russes tombés en France et sur le front de Salonique. Elle a été inaugurée et consacrée le 16 mai 1937.
Elle a été construite dans le style inspiré russe dit de Novgorod-Pskov avec sa toiture verte surmontée d'un bulbe bleu. Le clocher-mur est garni de trois cloches et surmonté lui aussi d'un bulbe doré.
En 1932, un petit monastère orthodoxe dit « Ermitage de Tous-les-Saints-de-Russie » a été construit derrière le cimetière, afin de prier pour le repos de l'âme des soldats russes .

## Pour approfondir